# Le Mystère des gants verts
Le Mystère des gants verts (titre original : The Rilloby Fair Mystery) est un roman pour la jeunesse d'Enid Blyton.
Publié en 1950 au Royaume-Uni et appartenant à la collection originale en anglais Barney Mysteries, il a été publié en France neuf ans plus tard, en 1959 chez Hachette.

## Personnages
- Les jeunes enquêteurs
  - « Toufou » (Éric)
  - Sylvain
  - Roger Verdier
  - Nelly Verdier

- Autres personnages
  - M. Tonnerre
  - M. Gusta
  - Billy Tell
  - Pierre Coulvain
  - Oncle Robert
  - Mme et M. Verdier

- Animaux
  - Crac, l'épagneul de Toufou
  - Virginie, la guenon de Sylvain
  - Houla et Djella, chimpanzés

## Résumé
Plusieurs demeures bourgeoises des environs sont cambriolées. L'oncle Robert vient d'une des maisons cambriolées dans le village de Pontchély. Durant tout le roman, ce dernier soupçonnera Toufou après que ce dernier, par plaisanterie, lui ait fait croire - alors qu'il ignorait qui il était - qu'il faisait partie d'une bande de voleurs. Puis le château de Richeval est cambriolé. Les enfants font le lien entre les villages qui ont reçu la visite des cambrioleurs et l'itinéraire d'un cirque. Ils supposent que le voleur travaille dans le cirque. Leurs soupçons se portent sur M. Tonnerre, un homme au caractère colérique. Néanmoins aucune preuve ne vient étayer leurs soupçons. 
Un jour, ils apprennent par la police que le voleur a perdu sur les lieux de son dernier cambriolage un gant vert. Apprenant que le village de Guersainville a une maison qui contient une collection d'objets de valeur, les enfants se demandent si le cirque va se produire dans ce village. Un petit papier découvert à la fête foraine les met sur une piste : les mots « nuit, manoir, Guersainville » laissent penser que la demeure bourgeoise du village va être bientôt cambriolée. Les enfants passent la nuit suivante en surveillance près de la demeure, mais sans résultat. La nuit suivante, Toufou se rend seul en surveillance et constate que la maison est surveillée par des malfaiteurs. Le lendemain, on apprend que la demeure a été cambriolée. Le mystère est total. 